# Vectiraptor
Vectiraptor greeni
Genre
Espèce
Vectiraptor (signifiant « voleur de l'île de Wight ») est un genre fossile de dinosaures Dromaeosauridae provenant de la formation de Wessex (en) datant du Barremien, au Royaume-Uni. Le type et la seule espèce est Vectiraptor greeni, connu par des vertèbres dorsales associées et un sacrum partiel.

## Découverte et dénomination

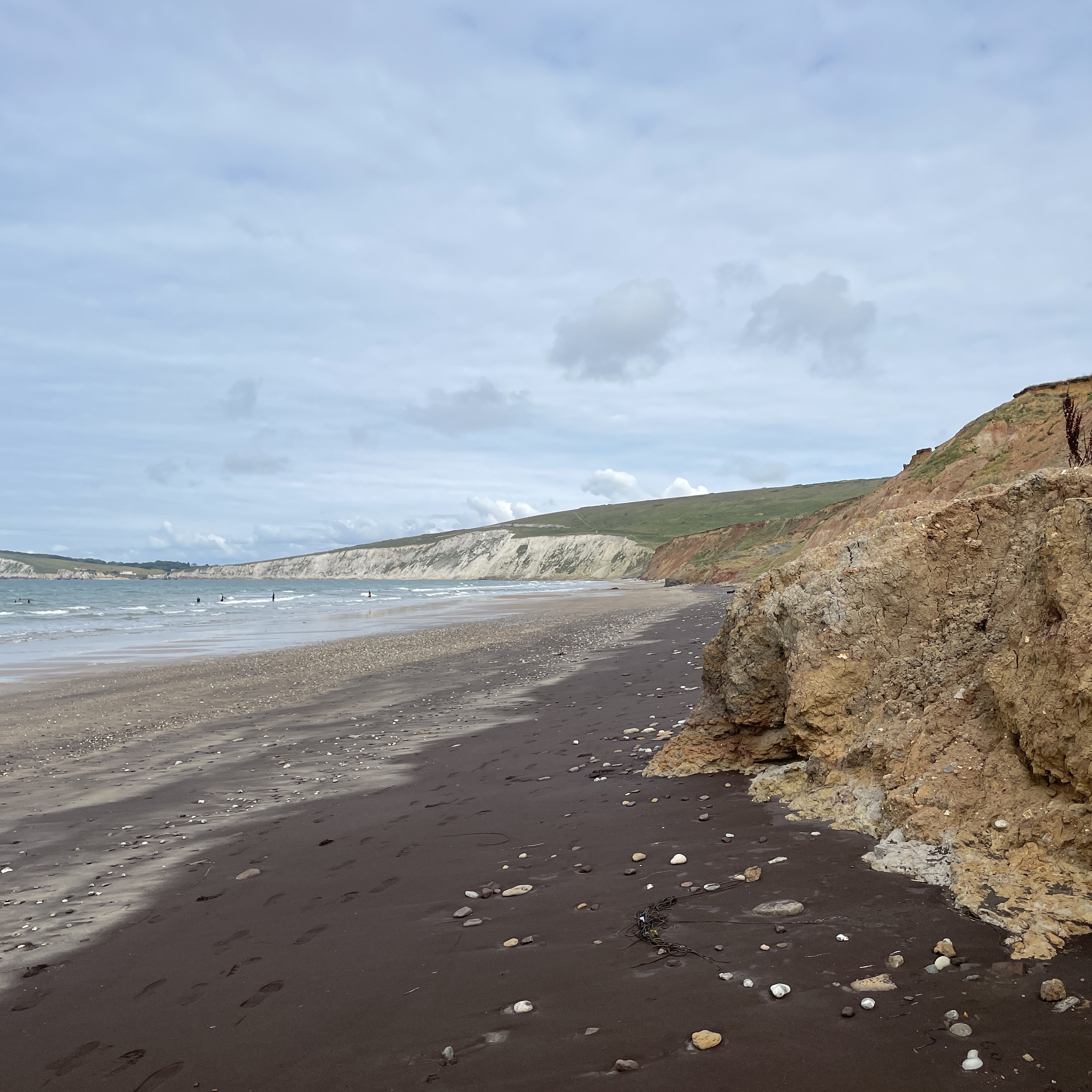
Affleurements de la Formation de Wessex à Compton Bay, île de Wight, où l'holotype a été découvert.

Vectiraptor a été initialement découvert par le paléontologue amateur Mick Green en 2004 dans des roches de la formation de Wessex, sous les falaises de Compton Bay sur l'île de Wight, au Royaume-Uni. Les découvertes forment l'holotype IWCMS. 2021.31.1-3, composé de deux vertèbres dorsales. Plus tard, un sacrum partiel de trois vertèbres, IWCMS. 2021.31.2, sera découvert par feu Nick Chase. Il a été déterminé que cet élément appartenait à l'holotype, car tous les éléments fossiles ont été découverts sur une courte période, et chaque découverte était située à quelques mètres des autres. L'holotype représente un individu adulte, dont l'âge a été estimé à vingt ou trente ans sur la base des lignes de croissance dans le cortex osseux. Les vertèbres ont été données à la collection du service des musées du comté de l'île de Wight.
L'espèce type, Vectiraptor greeni, sera nommé, en 2021, par Nicholas R. Longrich (d) et al. Le nom générique, Vectiraptor, combine les mots latins Vectis, qui désigne l'île de Wight, et raptor, qui signifie « voleur ». L’épithète spécifique, greeni, rend hommage à Mick Green, qui a initialement découvert et préparé le matériel type.
Des dents de Dromaeosauridae, grandes et larges, précédemment rapportées de Wight, comme les spécimens IWCMS.2002.1, IWCMS.2002.3, IWCMS.2002.4 et BMNH R 16510, ont été considérées, par les auteurs descripteurs, comme appartenant en fait à Vectiraptor, bien qu'elles n'aient pas été formellement référencées.

## Description

Taille de Vectiraptor comparée à celle d'un humain.

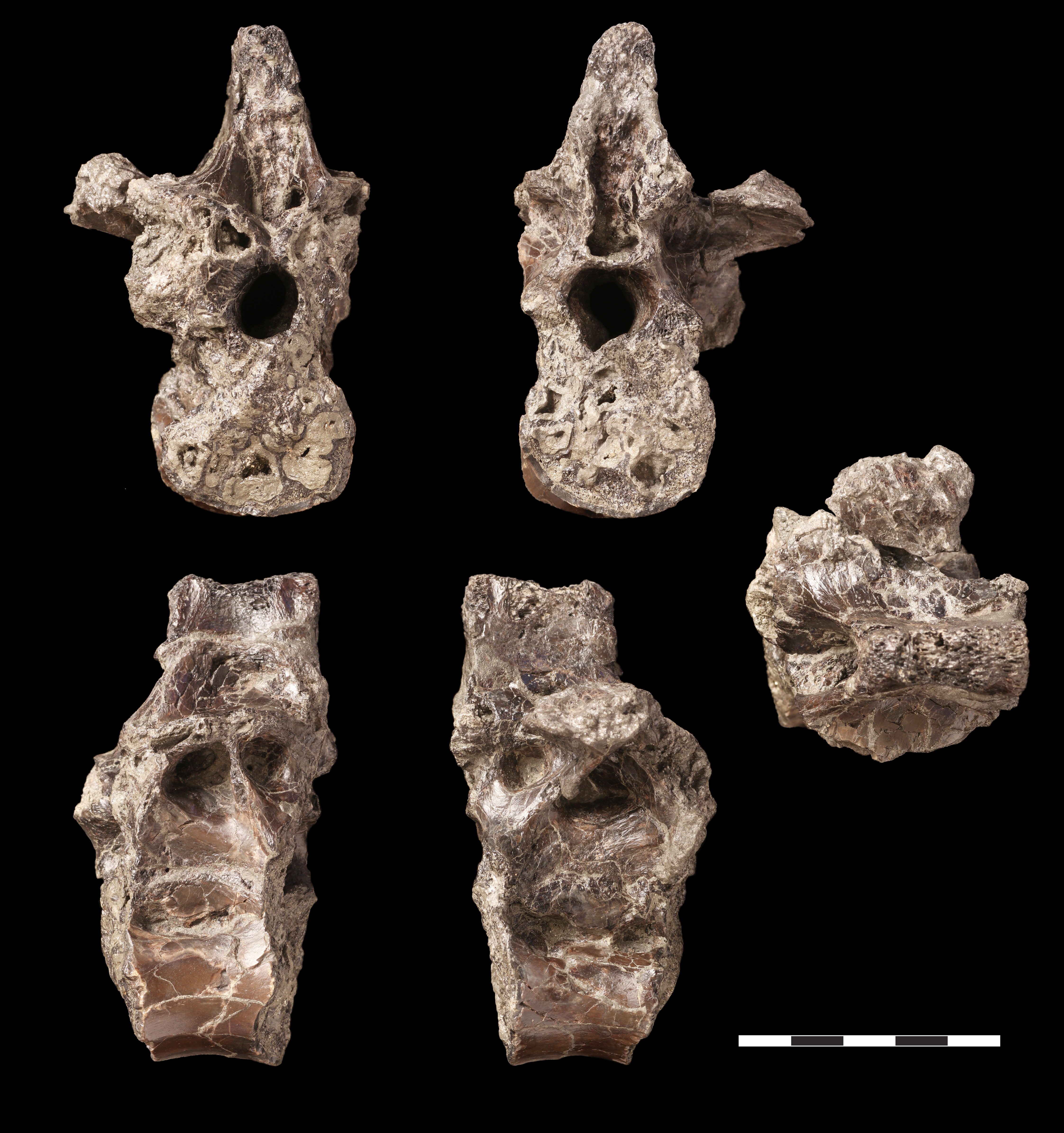
Vertèbres postérieures.

La longueur du corps de Vectiraptor a été estimée entre deux mètres et demi et trois mètres.
L'holotype comprend deux vertèbres dorsales partielles et des parties du sacrum. Bien que fragmentaire, le matériel présente une combinaison de caractéristiques que l'on ne trouve que chez les Dromaeosauridae, notamment des vertèbres relativement courtes et massives, de hautes épines neurales et des facettes pour les côtes placées sur de longues tiges.
Deux autapomorphies, ou caractères dérivés uniques, ont été établies. Chez les vertèbres antérieures du dos, la profonde dépression triangulaire habituelle à la face inférieure du processus latéral est subdivisée par une crête supplémentaire. Les épines neurales sont robustes avec de larges dépressions rugueuses pour la fixation des ligaments.
Les vertèbres présentent une pneumatisation importante. Les dorsales avaient des pleurocèles (dépressions creuses) par lesquelles les sacs d'air du système respiratoire pénétraient dans les corps vertébraux, formant de grands espaces d'air. La fosse diapophysaire envahissait également l'arc neural. Les canaux neuraux étaient élargis vers l'arrière, embrassant le sommet du centrum. Les vertèbres sacrées n'avaient pas de pleurocèle et avaient une structure osseuse spongieuse. Leur canal neural combiné était cependant si large qu'il pouvait contenir une chambre à air, accessible par les espaces entre leurs arcs neuraux partiellement fusionnés.

## Phylogénie
Un certain nombre de caractéristiques, y compris la grande taille de l'animal, les dorsales courtes, la présence d'ouvertures dans les vertèbres dorsales postérieures pour les sacs d'air, et les épines neurales hautes et étroites en vue latérale avec des cicatrices de ligament, suggèrent que l'animal est un membre de, ou apparenté aux Eudromaeosauria,. La ressemblance avec les Eudromaeosauria d'Amérique du Nord suggère un échange faunique entre l'Amérique du Nord et l'Europe.